# U 81 (1941)
El U 81 o Unterseeboot 81 fue un submarino alemán del Tipo VIIC usado en la Segunda Guerra Mundial. 

## Construcción
Fue ordenado el 25 de enero de 1939, y su quilla fue puesta sobre las gradas de los astilleros Bremer Vulkan de Bremen-Vegesack el 11 de mayo de 1940, desde donde fue botado al agua el 22 de febrero de 1941, y se entregó a la Kriegsmarine el 26 de abril de 1941 bajo el mando del teniente primero Friedrich Guggenberger.

## Historial
Estuvo asignado a la 1ª flotilla de submarinos desde el 26 de abril hasta el 31 de julio de 1941, de la que fue nombrado como buque número 1 (equivalente a buque insignia) y con la que realizó varias patrullas de entrenamiento.

### Primeras patrullas
Su primer éxito lo tuvo en su segunda patrulla, en la que fue enviado al puerto francés de Brest para operar en el mar del Norte y en el Atlántico. Antes de llegar a Brest, se encontró con el convoy  SC-42, en el que hundió al SS Empire Springbuck el 9 de septiembre, seguido del MV Sally Maersk el 10 de septiembre, con un registro combinado de 8,843 toneladas de registro bruto. 
Posteriormente fue uno de los U-boots a los que se le ordenó acudir al mar Mediterráneo. Su primer intento de romper el bloqueo de Gibraltar finalizó en un sonoro fallo, cuando el 30 de octubre fue atacado y gravemente dañado por un Catalina británico de la 209.ª escuadrilla de la RAF, cuando intentaba cruzar el Estrecho de Gibraltar. El Catalina, junto con un Lockheed Hudson, lanzó cargas de profundidad sobre el U 81, que fue gravemente dañado, por lo que emprendió viaje de regreso a Brest, donde fue reparado antes de volver al Mediterráneo.

### Hundimiento delArk Royal

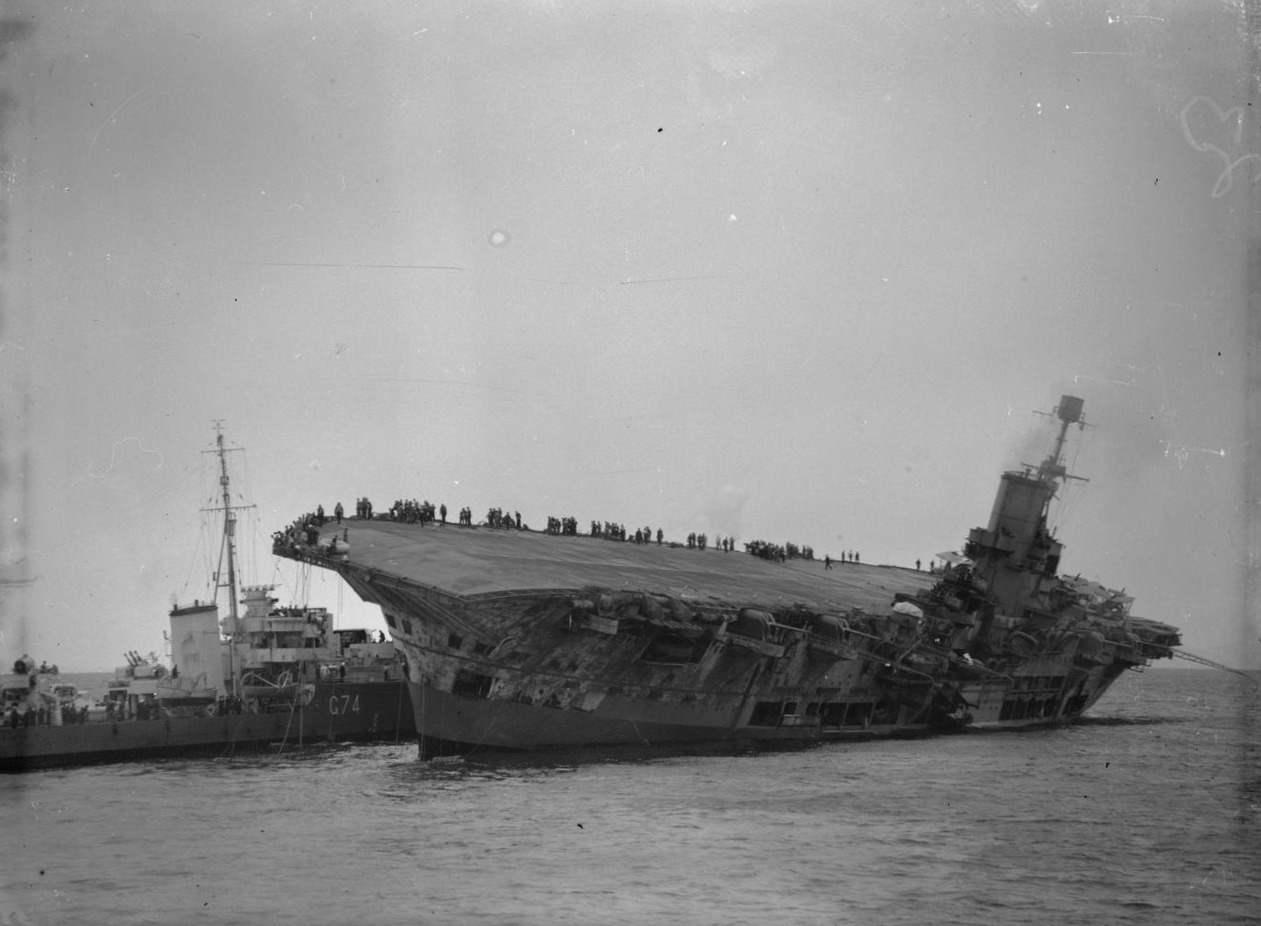
HMS Legion moviéndose a lo largo del costado del dañado HMS Ark Royal para rescatar a los supervivientes.

El 4 de noviembre, el U 81 abandonó Brest con rumbo a La Spezia. Tras cruzar el estrecho de Gibraltar el 13 de noviembre, se encontró con los buques de la Fuerza H. Disparó un único torpedo contra el portaaviones HMS Ark Royal y después huyó para evitar las cargas de profundidad de los escoltas. A pesar de los esfuerzos por salvar al Ark Royal, tuvo que ser abandonado 12 horas después del ataque. Dos horas después, el portaaviones volcaba y se hundía, con la única pérdida de una vida en la explosión del torpedo. El U 81 entró en La Spezia el 1 de diciembre, donde se unió a la 29ª flotilla de submarinos.

### Patrullas en el Mediterráneo
Su siguiente patrulla discurrió sin acontecimientos significativos. Volvió a zarpar el 4 de abril de 1942 con rumbo al Mediterráneo oriental, donde hundió los buques egipcios Bab el Farag y Fatouh el Kher, así como al británico SS Caspia y al buque antisubmarino de la Francia Libre Vikings. El U 81 hundió otros dos buques egipcios, el Hefz el Rahman el 19 de abril y el El Saadiah el 22 April. El U 81 entró en el puerto de la isla Salamina el 25 de abril tras permanecer 22 días en el mar y hundir un total de 7582 toneladas.  
En su siguiente patrulla, salió de Salamis y retornó a La Spezia sin sucesos relevantes. En otra de sus patrullas, hundió al carguero británico SS Havre el 10 de junio. En la siguiente patrulla del U 81 por el Mediterráneo occidental, hundió al buque británico SS Garlinge el 10 de noviembre y después acudió a interceptar uno de los convoyes de la Operación Antorcha, hundiendo al SS Maron el 13 de noviembre.
La siguiente patrulla del U 81 no sucedió nada reseñable, por lo que se barajó la posibilidad de cambiar la base de operaciones a Pola. El 25 de diciembre el teniente primero Johann-Otto Krieg tomó el mando del U 81 transferido por Guggenberger. El U 81 partió de Pola el 30 de enero de 1943 para su siguiente patrulla. El 10 de febrero dañó al buque holandés SS Saroena y el 11 de febrero hundió cuatro barcos de vela: los egipcios Al Kasbanah y Sabah el Kheir, el libanés Husni y el palestino Dolphin. El U 81 entró en Salamis el 19 de febrero tras 21 días en el mar y hundir 6.671 toneladas. En su siguiente patrulla, volvió a hundir otros tres buques egipcios de vela: el Bourghieh, el Mawahab Allah y el Rousdi, seguidos del transporte de tropas británico SS Yoma que fue echado a pique el 17 de junio, así como los veleros egipcios Nisr el 25 de junio y los sirios Nelly y Toufic Allah el 26 de junio. El 27 de junio hundió el buque griego SS Michalios, pero se vio enfrentado a la artillería de costa con base en Latakia. 
En su siguiente patrulla, solo localizó al buque SS Empire Moon, al que impactó el 22 de julio, que fue declarado pérdida total, y pasó el resto de la guerra en reparaciones. En sus siguientes tres patrullas, no tuvo contacto con buques aliados. El 18 de noviembre hundió su último buque, el SS Empire Dunstan.

## Hundimiento
El U 81 fue atacado por bombarderos de los Estados Unidos mientras estaba en Pola, a las 11.30 del 9 de enero de 1944. Se hundió con dos miembros de la tripulación. El pecio fue reflotado el 22 de abril de 1944, tras lo cual fue desguazado. Participó en 17 patrullas, en las que hundió 23 buques, con un registro bruto total de 63.289 toneladas, y dañó otros dos con un total de 14.143 toneladas.